# The A-List: Dallas
The A-List: Dallas (Br: A Lista Vip do Mundo Gay: Dallas) é um reality show americano que foi ao ar na Logo TV. A série é a segunda da franquia "The A-List", da Logo TV, depois de The A-List: New York. Trata das vidas de vários homens gays e uma mulher no mundo gay de Dallas, Texas. A série estreou em 10 de outubro de 2011.
A publicidade da série foi denominada de "Housewives ... With Balls! Y'All" (Donas de Casa ... Com Bolas! Todos Vocês), parecido com a de TA-L: New York.
Posteriormente, Logo TV não renovou a série reality para uma segunda temporada. Foi cancelada junto com a outra da franquia, The A-List: New York.
No Brasil, o reality é transmitido pelo canal GNT.

## Sinopse
The A-List: Dallas está servindo-se de uma porção do tamanho do Texas de personalidades do alto estilo de vida. A série retrata a história de homens gays que vivem em Dallas e que levam a vida como "Donos de Casa". O elenco inclui um cowboy que possui um rancho, um folião que está constantemente dentro e fora dos relacionamentos e um designer de moda feminina que veste a elite de Dallas, entre outros.

## Produção
A Logo TV anunciou em 18 de abril de 2010, que estava ampliando sua franquia The A-List. A escalação do elenco de The A-List: Dallas começou em Novembro de 2010. Em abril de 2011, a rede anunciou que ordenou onze episódios para a primeira temporada. A série é produzida por True Entertainment, com Steven Weinstock e Glenda Hersh como produtores executivos.

## Elenco
- Levi Crocker: um ex-peão de rodeio, o garanhão.
- James Doyle,: um auto-descrito fundo de confiança bebê, o que mais bebe.
- Chase Hutchinson: um corretor de hipoteca, adora seu cabelo.
- Ashley Kelly: uma fotógrafa e a única integrante mulher do elenco do programa.
- Philip Willis: um estilista de moda, o fofoqueiro.
- Taylor Garrett: um republicano.

O fotógrafo Beau Bumpas foi anunciado como um membro do elenco, mas depois foi retirado do site oficial.

## Episódios
| Nº. | Título                                     | Traduzido em Português (Não Oficial)         | Data de Exibição Original |
| --- | ------------------------------------------ | -------------------------------------------- | ------------------------- |
| 01  | "The Higher the Hair, the Closer to Jesus" | "Quanto Maior o Cabelo, Mais Perto de Jesus" | 10 de Outubro de 2011     |
| 02  | "Mark My Words"                            | "Marque Minhas Palavras"                     | 17 de Outubro de 2011     |
| 03  | "Revenge and Karma's a Bitch"              | "Vingança e Karma da Cadela"                 | 24 de Outubro de 2011     |
| 04  | "How Do You Measure Up?"                   | "Como você mede o Up?"                       | 31 de Outubro de 2011     |
| 05  | "That's Illegal In Texas"                  | "Isso é Ilegal no Texas"                     | 7 de Novembro de 2011     |
| 06  | "Get Out From Under My Boot!"              | "Sai Debaixo da Minha Bota!"                 | 14 de Novembro de 2011    |
| 07  | "BatCrazy"                                 | "BatLouco"                                   | 21 de Novembro de 2011    |
| 08  | "Horseplay"                                | "Grosseria"                                  | 28 de Novembro de 2011    |
| 09  | "Forgive My Vengeful Ways"                 | "Perdoe Minhas Ações Vingativas"             | 5 de Dezembro de 2011     |
| 10  | "Showdown At The Rodeo"                    | "Confronto No Rodeio"                        | 12 de Dezembro de 2011    |
| 11  | "Reunion"                                  | "Reunião"                                    | 19 de Dezembro de 2011    |

## Controvérsia
Foi relatado que a comentarista político Ann Coulter faria uma aparição na série.. O anúncio gerou alguma controvérsia por causa de pontos de vista expressos de Coulter sobre a homossexualidade.
Em 7 de outubro de 2011, membro do elenco Taylor Garrett anunciou via Twitter que sua casa tinha sido vandalizado, postou as seguintes palavras "Meu lugar é agradável e alegre agora, graças a um liberal!", juntamente com uma foto de uma janela quebrada. Consta que uma pedra tendo uma nota chamando Garrett de "lista Z" e "uma vergonha para a comunidade gay" foi atirada pela janela de sua casa em Dallas.
Blogueiros GLBT começaram a suspeitar da história, observando que, aparentemente, nenhuma ocorrência policial havia sido arquivada e que o produtor executivo da série, John Hill, postou no Twitter de Garrett um “parabéns“ por gerar manchetes, após o incidente ser relatado no The Huffington Post.
Garrett e a Logo TV não respondeu imediatamente às perguntas sobre o incidente, levando à suspeita de que Garrett e/ou alguém associado com a série ou com a rede armou o incidente.
Garrett negou qualquer envolvimento, dizendo que ele estava fora da cidade quando ocorreu o incidente e que ele não se registrou, inicialmente, um boletim de ocorrência porque seu gerente de construção já havia feito um. Ele forneceu cópias de ambos os relatórios para o The Huffington Post.